# Зубанова, Марина Леонидовна
Марина Леонидовна Зубанова (род. 23 июля 1966, Саратов) — российская актриса театра и кино.

## Биография
Марина Леонидовна Зубанова родилась 23 июля 1966 года в Саратове, СССР. Училась на филологическом факультете в Саратовском пединституте, но не окончив переехала в Москву.
В 1993 году она заочно окончила ГИТИС и стала играть в Московском ТЮЗе.
За главную роль в картине режиссёра Ларисы Садиловой «С любовью, Лиля» Марина Зубанова была удостоена призов за лучшую женскую роль на фестивалях «Виват Россия», «Московская премьера» и на Брюссельском кинофестивале.

## Избранная фильмография
Фильмы
- 1996 — «Клубничка» — девушка (эпизод «Секреты гадания»)
- 2003 — «Зачем тебе алиби?» — продавщица
- 2003 — «С любовью, Лиля» — Лиля
- 2004 — «Четыре Любови»
- 2004 — 2013 — «Кулагин и партнёры» — эпизоды
- 2005 — «Требуется няня» — Галя
- 2009 — «Неоконченный урок» — Марина, подруга Инны
- 2009 — «9 мая. Личное отношение» (новелла «Все ушли на фронт») — мать
- 2010 — «Школа» — тётя Катя
- 2011 — «Охотники за бриллиантами» — Леди в кафе
- 2011 — «Мой папа Барышников»
- 2012 — «Обратная сторона Луны (телесериал)» — мать Комарова
- 2012 — «Без срока давности» (7-я серия «Яблочный джем») — Ульяна Хохлова
- 2013 — «Тёмный мир: Равновесие» — мать Даши
- 2015 — «Профиль убийцы 2» — Лариса Пряникова
- 2015 — «Последний богатырь» — поклонница
- 2018 — «Взрыв» — Настя
- 2020 — «Конференция» — Ирина

Озвучивание мультфильмов
- 2005 — «Волшебные холмы»
- 2011 — «Сказка про Ёлочку»

## Награды
- 1996 — театральная премия «Чайка» за лучшую комедийную роль в спектакле «Мой бедный Бальзаминов».
- 2006 — Приз «Лучшая женская роль» на кинофестивале «Бригантина» за фильм «Требуется няня».
- 2006 — Кинопремия «Белый слон» — лучшая актриса — за фильм «Требуется няня».